# آرتوراس پاولاوسکاس
آرتوراس پاولاوسکاس (انگلیسی: Artūras Paulauskas؛ زادهٔ ۲۳ اوت ۱۹۵۳) یک سیاست‌مدار اهل لیتوانی است.وی از آوریل تا ژوئیه ۲۰۰۴ رئیس‌جمهور این کشور بود.